# Aaron von Caerleon
Aaron von Caerleon († 304 in Quadra Legionum, heute: Caerleon, Wales) war ein britischer Märtyrer. Sein Gedenktag ist der 22. Juni.

## Biografie
Aaron von Caerleon war ein jüdischer Einwohner der römischen Stadt Quadra Legionum, die während der römischen Besatzung Britanniens der wichtigste Militärstützpunkt in Wales war. Aaron konvertierte zum Christentum und wurde im Zuge der Christenverfolgungen unter Diokletian zusammen mit Julius von Caerleon im heutigen Caerleon hingerichtet.
Aaron wird vom ersten christlichen Geschichtsschreiber Britanniens, Gildas, in seiner in der ersten Hälfte des 6. Jahrhunderts verfassten De excidio et conquestu Britanniae und vom knapp zwei Jahrhunderte später schreibenden englischen Theologen und Historiker Beda Venerabilis (Kirchengeschichte 1, 7) erwähnt. Sein Kult blieb wie jener des Julius in Wales bis ins Mittelalter erhalten. Das beweisen etwa drei auf einer Karte des 9. Jahrhunderts verzeichnete Memorialbauten in Caerleon für die beiden Märtyrer. Diese Bauten waren dem Book of Llandaff zufolge noch um 1130 in Verwendung. Der cambro-normannische Adlige Giraldus Cambrensis erwähnt in seinem um 1190 verfassten Itinerarium Kambriae, dass jener Kirche, die Aarons Gedenken gewidmet war, ein Kanonikerstift angeschlossen war.